# کلاته مزار (نهبندان)
کلاته مزار روستایی در دهستان عربخانه بخش شوسف شهرستان نهبندان استان خراسان جنوبی ایران است.

## جمعیت
بر پایه سرشماری عمومی نفوس و مسکن در سال ۱۳۹۵ جمعیت این روستا ۶۸ نفر (۲۶خانوار) بوده‌است.